# 神經內科
神經內科（neurology）又稱神經病學、神經學，是神经醫學的一個分支学科，專門研究神经系统疾病和骨骼肌疾病的医学。研究范围包括病因、病理、发病机制、临床表现、诊断、治疗、康复与预防等，但其治疗不包括手術（其相對應的外科為神經外科）。作為應用科學的一種，其與神經外科均有別於隸屬自然科學的神經科學。前者負責在病人身上運用已有知識，而後者則專門研究與發現新的科學概念。

## 神經失調
神經失調是失調影響中央神經系統、周邊神經系統、或位於中央和周邊神經系統的自主神經系統。常見情況包括：
1. 頭疼失調，譬如偏頭痛和緊張頭疼（群族頭疼）
2. 情景引發的失調，譬如癲癇症
3. 神經退化性失調，例如老年癡呆，包括阿茲海默病
4. 腦血管的疾病，譬如瞬變局部缺血的攻擊和衝程
5. 失眠
6. 腦性麻痺
7. 中央神經系統（腦炎的）細菌、黴菌、病毒和寄生傳染，腦膜炎並且周邊神經（神經炎）
8. 瘤- 腦腫瘤、脊髓腫瘤、周邊神經的腫瘤
9. 運動混亂譬如帕金森氏症的疾病、舞蹈病、hemiballism
10. 中央神經系統的壞死疾病、譬如多發性硬化症、和周邊神經系統
11. 脊髓神經失調：腫瘤、傳染、精神創傷、畸形（即myelocelle 、meningomyelocelle）
12. 周邊神經失調、肌肉和神經連接點的神經失調
13. 腦部創傷、脊髓和周邊神經創傷
14. 昏迷和有各種各樣的起因的昏迷

神經學家負責診斷和對待所有上述條件，除了外科干預外，就成了神經外科醫師的責任，並且在某些情況下更涉及神經放射學家。在一些國家，神經學家的另外法律責任包括為被懷疑的已故患者尋找腦幹死亡的證據，並且發出死亡證書。

## 與精神病學的重疊
雖然許多精神病被認為是神經的失調影響中央神經系統，他們傳統上被分開地分類，並由精神科醫師、臨床心理學家和心理治療師處理。
但是有強烈的跡象表明神經化學機制在躁鬱症和精神分裂症的發展上（以實例來說）扮演著一個重要角色。同樣，神經病學疾病常有精神病學表現，這也是行為神經學（Behavioral Neurology）暨神經精神醫學（Neuropsychiatry）學者的研究範疇。

## 外部連結
- American Academy of Neurology. （页面存档备份，存于）
- United Council for Neurologic Subspecialties.
- brainblog: news about our knowledge of the brain and behavior. （页面存档备份，存于）